# Welton le Marsh
Welton le Marsh – wieś i civil parish w Anglii, w Lincolnshire, w dystrykcie East Lindsey. W 2011 civil parish liczyła 212 mieszkańców. Welton le Marsh jest wspomniana w Domesday Book (1086) jako Waletone/Waletune.